# Bad Steben
Bad Steben är en 
köping (Markt) i Landkreis Hof i Regierungsbezirk Oberfranken i förbundslandet Bayern i Tyskland.